# Belle Époque (группа)
Belle Époque (в некоторых источниках упоминается как La Belle Epoque; с фр. «Прекрасная эпоха») — французское женское вокальное трио из Парижа. Группа обрела популярность в конце 1970-х годов с выходом кавер-версии песни «Black Is Black» испанской группы Los Bravos, изначально ставшей хитом в 1966 году. Самыми известными песнями группы являются синглы «Miss Broadway» и «Bamalama», вышедшие в 1977 и 1978 годах.

## История
В состав Belle Époque входили: французская певица Эвелин Лентон, выступавшая ещё в начале 1960-х годов под псевдонимом Эви, а также две бэк-вокалистки. Первоначально на подпеве у группы были Джуси Фортес (также известная как Джуди Лесбоа), родом из Кабо-Верде, и Марсия Бриско (также известна как Марсия Брискю), родом из Атланты, штат Джорджия. Однако, по словам Лентон, c течением времени «девушки менялись по различным обстоятельствам».
В 1977 году трио достигло вершин европейских чартов благодаря перепевке песни «Black Is Black», также известной под названием «Disco Sound/Black Is Black». Перепетая версия в исполнении Belle Epoque достигла второго места в британском хит-параде (в Лос-Анджелесе, одиннадцать лет назад, аналогичного места достиг оригинал песни в исполнении Los Bravos). В 1978 году песня достигла первого места в австралийских топ-чартах.
В США Belle Epoque больше известны по песне «Miss Broadway», достигшей двадцать шестого места на американских R&B хит-парадах и девяносто второго места на Billboard Hot 100 в том же 1978 году. Летом 1977 года «Black Is Black» и «Miss Broadway» достигли двадцать первого места в рубрике журнала Billboard Hot Dance Club Songs.
Запись выступления группы в качестве гостей на фестивале итальянской песни в Сан-Ремо (1978) с песней «Bamalama» была включена в новогоднюю программу ТВ СССР «Мелодии и ритмы зарубежной эстрады» 1 января 1979, после чего «Белль Эпок» обрела популярность в СССР. В мае 1982 статья о группе и две песни были включены в журнал «Кругозор».
В конце 1970-х годов в континентальной Европе были выпущены и другие хиты группы. В 1983 году Лентон возобновила свою сольную карьеру, хотя по большей части работала музыкальным продюсером в производстве ремиксов песен «Black Is Black» и «Miss Broadway».

## Название
В британских источниках, например, в книге Дэвида Робертса British Hit Singles & Albums, группа была указана под названием «La Belle Epoque». В американских источниках, к примеру, в книгах Джона Уайтборна Hot Dance/Disco 1974—2003 и Top Pop Singles 1955—2002, группа была указана под названием «Belle Epoque». Такого же названия придерживается и официальный сайт Эвелин Лентон. На дебютном альбоме, Miss Broadway, выпущенном в 1977 году на лейбле Big Tree Records (BT 76008), название группы указано как «Belle Epoque», но тем не менее на обложке сингла «Black Is Black» (extended version), название трио значится как «La Belle Epoque».

## Дискография

### Альбомы
- Miss Broadway, 1977
- Bamalama, 1978
- Now, 1979[7]

### Синглы
- «Black Is Black[англ.]», 1977
- «Miss Broadway», 1977
- «Bamalama», 1978
- «Let Men Be», 1978
- «Now», 1979
- «Jump Down», 1979[7]